# Agnieszka Pogroszewska
Agnieszka Pogroszewska (ur. 20 lutego 1977) – polska lekkoatletka – młociarka.

## Życiorys
Zawodniczka AZS Poznań, później Jantar Ustka. Dziesięciokrotna medalistka mistrzostw Polski (osiem srebrnych i dwa brązowe medale), brązowa medalistka Uniwersjady (Daegu 2003 – 64.27). Srebrna medalistka Igrzysk Frankofońskich (Ottawa 2001) – 65.44. Szósta zawodniczka Młodzieżowych Mistrzostw Europy w Lekkoatletyce (Göteborg 1999). Rekord życiowy: 67.98 (2001). Zakończyła karierę w 2006.